# Erehof Ommen
Erehof Ommen is gelegen op de algemene begraafplaats van Ommen in de Nederlandse provincie Overijssel. Deze Gemenebestoorlogsgraven liggen links van de ingang van de begraafplaats. Er staan 4 stenen met daarop de volgende namen:
| Naam           | Functie                      | Onderdeel                         | Sq      | Overleden  | Leeftijd |
| -------------- | ---------------------------- | --------------------------------- | ------- | ---------- | -------- |
| Buckley, A.    | Boordschutter                | Royal Air Force                   | 214e Sq | 20-06-1942 | 23       |
| Melville, D.A. | Radio-operator/boordschutter | Royal Air Force Volunteer Reserve | 214e Sq | 20-06-1942 |          |
| Nixey, P.      | Squadron Leader              | Royal Air Force                   | 214e Sq | 20-06-1942 | 22       |
| Pearson, W.E.  | Boordwerktuigkundige         | Royal Air Force                   | 214e Sq | 20-06-1942 |          |

In de nacht van 19 op 20 juni 1942 vloog een Short Stirling, de N 3762 van het 214e RAF Squadron, een missie naar Emden. Tijdens de vlucht werd de bommenwerper aangevallen door een nachtjager en stortte neer op 5 kilometer ten noorden van Ommen. Vier bemanningsleden kwamen om bij de crash, de andere vier werden door de Duitse bezetter gevangengenomen. De vier omgekomen bemanningsleden werden begraven op de algemene begraafplaats van Ommen.